# Internazionali di Imola 2012
Gli Internazionali di Imola 2012 sono stati un torneo femminile di tennis giocato sul sintetico. È stata la 7ª  edizione del torneo degli Internazionali di Imola, che fa parte della categoria ITF 25 K nell'ambito dell'ITF Women's Circuit 2012. Il torneo si è giocato al Tozzona Tennis Park di Imola, dal 16 al 22 luglio 2012.

## Campionesse

### Singolare
Federica Di Sarra ha battuto in finale  Julia Mayr 6–4, 6–2.

### Doppio
Alice Balducci /  Federica Di Sarra hanno battuto in finale  Tadeja Majerič /  Marina Mel'nikova per walkover.